# Lucius Tutilius Pontianus Gentianus
Lucius Tutilius Pontianus Gentianus war ein römischer Senator des 2. Jahrhunderts.
Tutilius stammte aus Emerita Augusta in der Provinz Lusitania. Er war im Jahr 183, als Nachfolger des Kaisers Commodus im Amt, Suffektkonsul. Möglicherweise ist er mit Tutilius zu identifizieren, einem in der Historia Augusta genannten ehemaligen Geliebten der Faustina, der Mutter des Commodus, dessen Konsulernennung den Senat dazu veranlasste, dem Kaiser spottend den Titel Pius („der Fromme“) zu verleihen (183).